# Jiří Laurent
Jiří Laurent (1937–2016) byl český hudebník, kytarista skupiny Olympic a celoživotní přítel architekta a zpěváka Pavla Bobka.
Roku 1952 začal studovat gymnázium na Hládkově (pozdější Gymnázium Jana Keplera). Spolu s ním do této školy nastoupil jeho pozdější kolega Pavel Bobek, se kterým se znal již od šesté třídy základní školy. Během školních let také společně muzicírovali, když Laurent hrál na kytaru gibsonku, zatímco Bobek zpíval a k tomu hrál na piano. Vystupovali především se skladbami zachycenými z vysílání západoevropských rozhlasových stanic. K dalším jeho spolužákům patřil také architekt Jan Kaplický.